# Sadłowa
Sadłowa – grupa skał w orograficznie lewych zboczach wąwozu Koziarnia w Ojcowskim Parku Narodowym. Znajduje się w środkowej części wąwozu.  Zbudowane z późnojurajskich wapieni skały mają wysokość 11 m i znajdują się w lesie, a ich szczytowe partie porośnięte są roślinnością. Skały są silnie skorodowane. Zdecydowanie przeważają na nich wżery o nieregularnej geometrii, o przewieszonych, ostrych krawędziach oraz rozbudowanym układzie przestrzennym. Występują także niewielkie, zaoblone formy, o gładkich brzegach. Największe nagromadzenie wżerów znajduje się w dolnej części skał, na wysokości do 5,3 m nad podłożem. Geneza tych wżerów jest różna. Mniejsze mogły powstać wskutek rozpuszczania na nagich ścianach skalnych jak również pod niewielkimi, izolowanymi kępami roślinności. Największe  i najbardziej złożone przestrzennie powstały w wyniku zjawisk krasowych, pod przykryciem gleb rozwiniętych na lessach.
W Sadłowej Skale jest wiele jaskiń i schronisk, największe z nich to Jaskinia Sadlana i Tunel Stromy. 

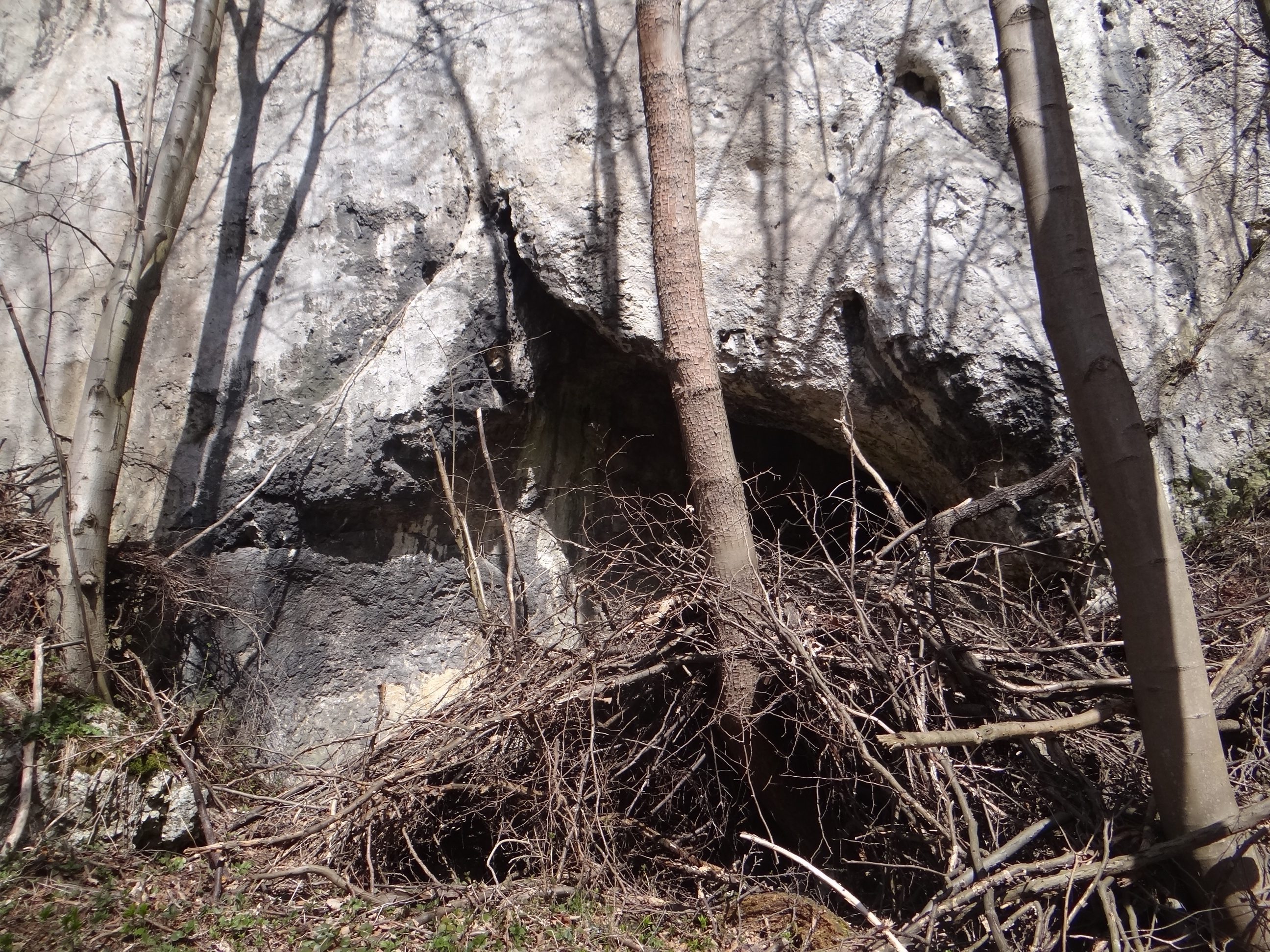
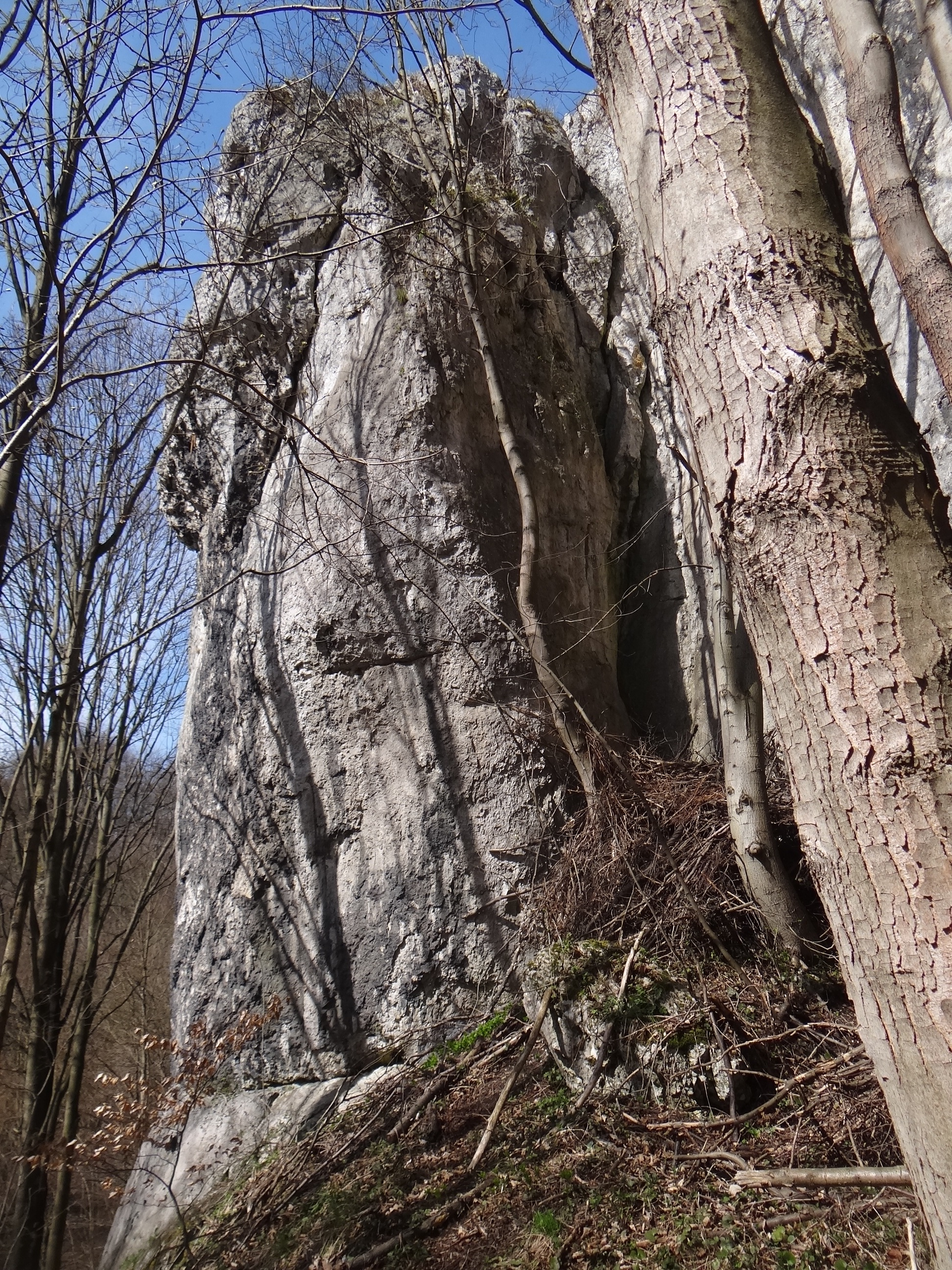
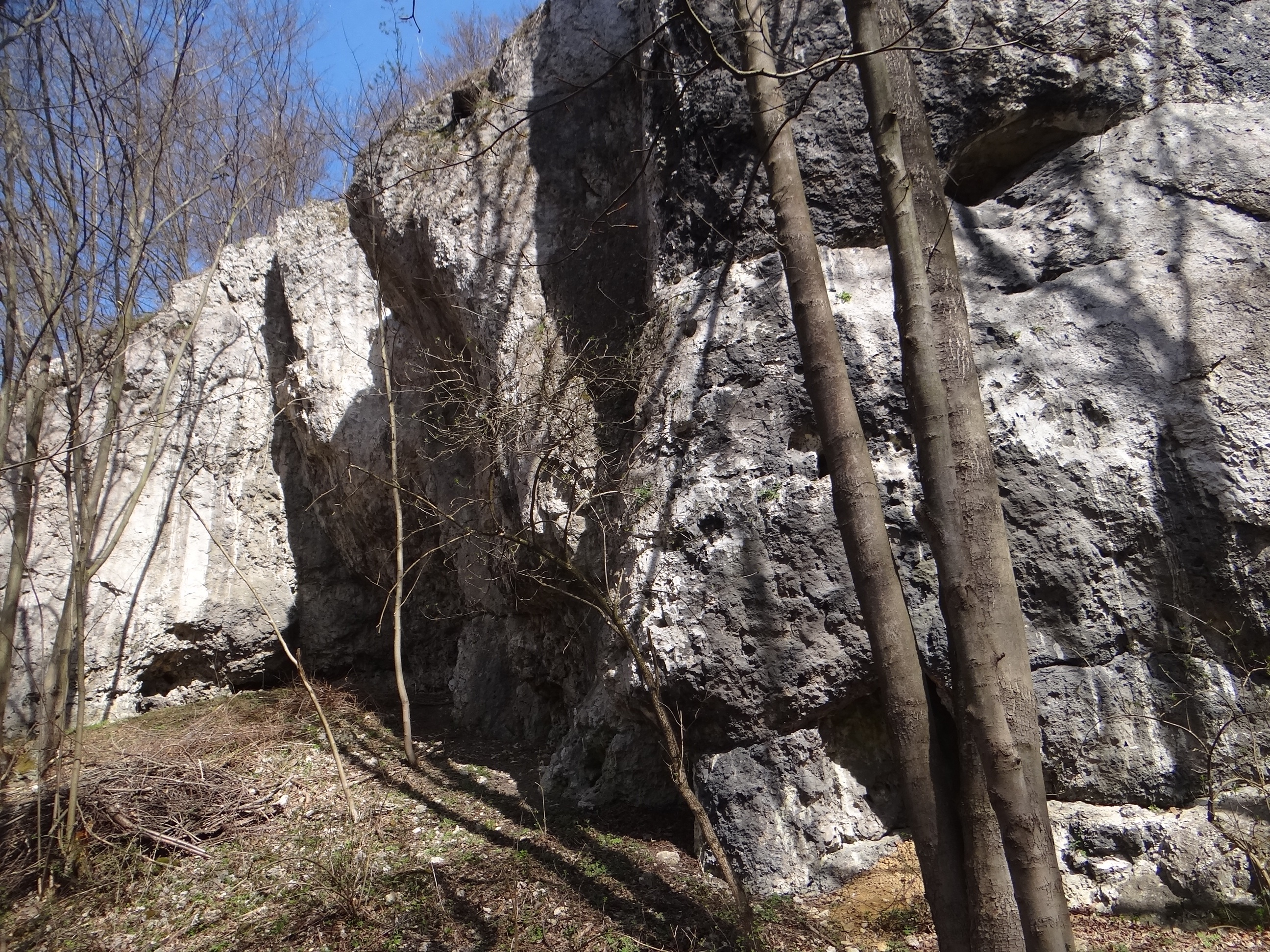
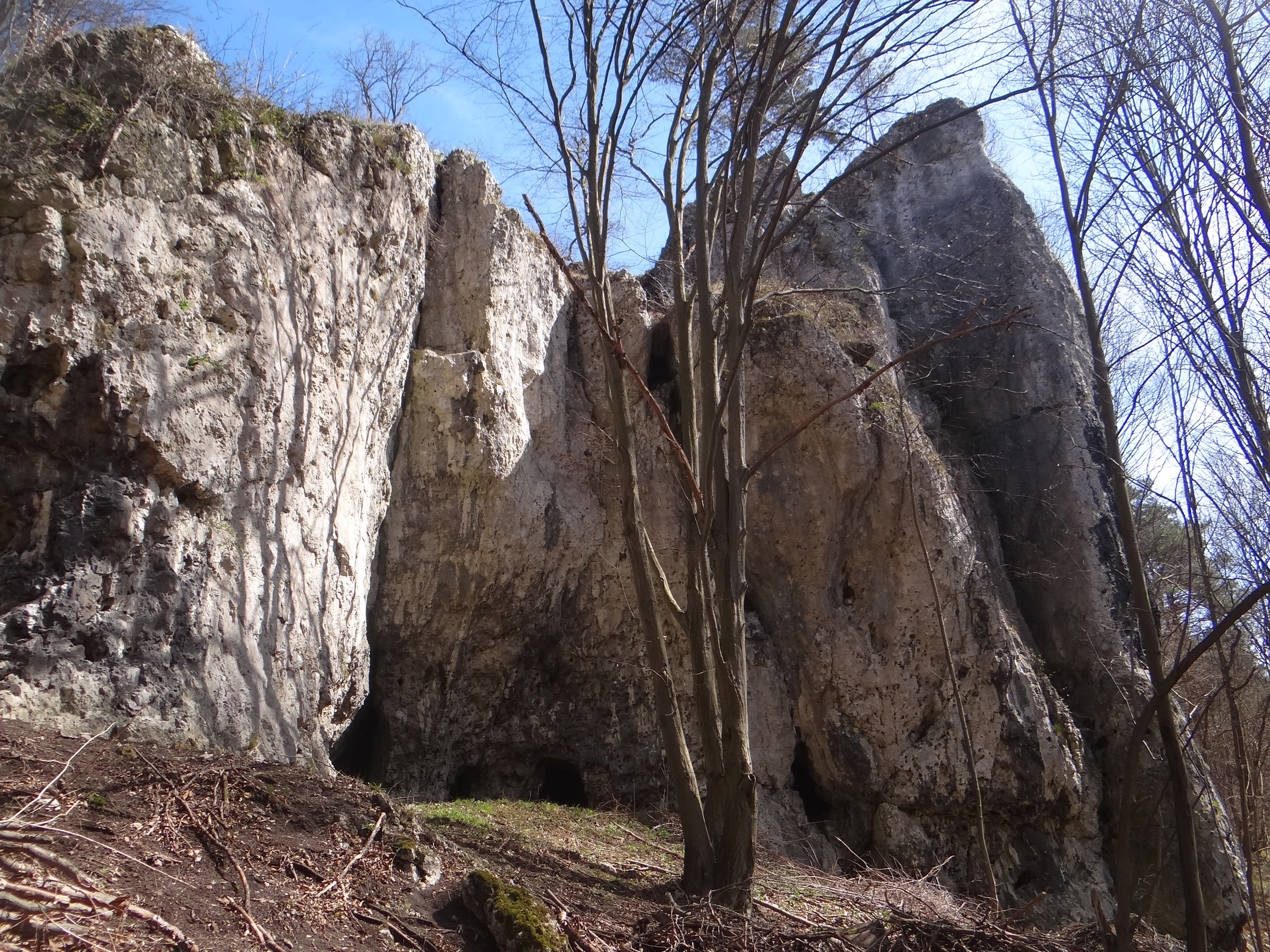
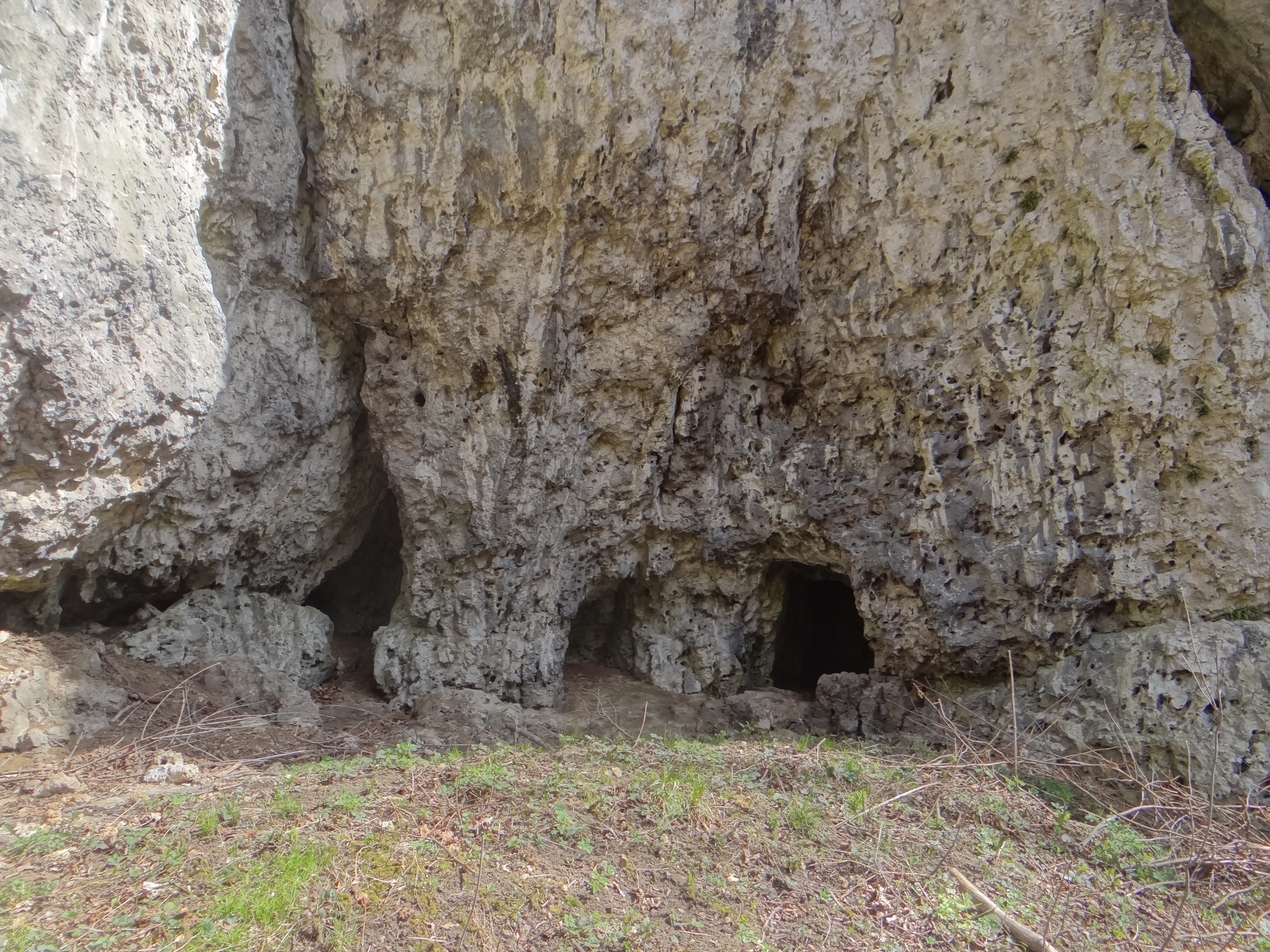
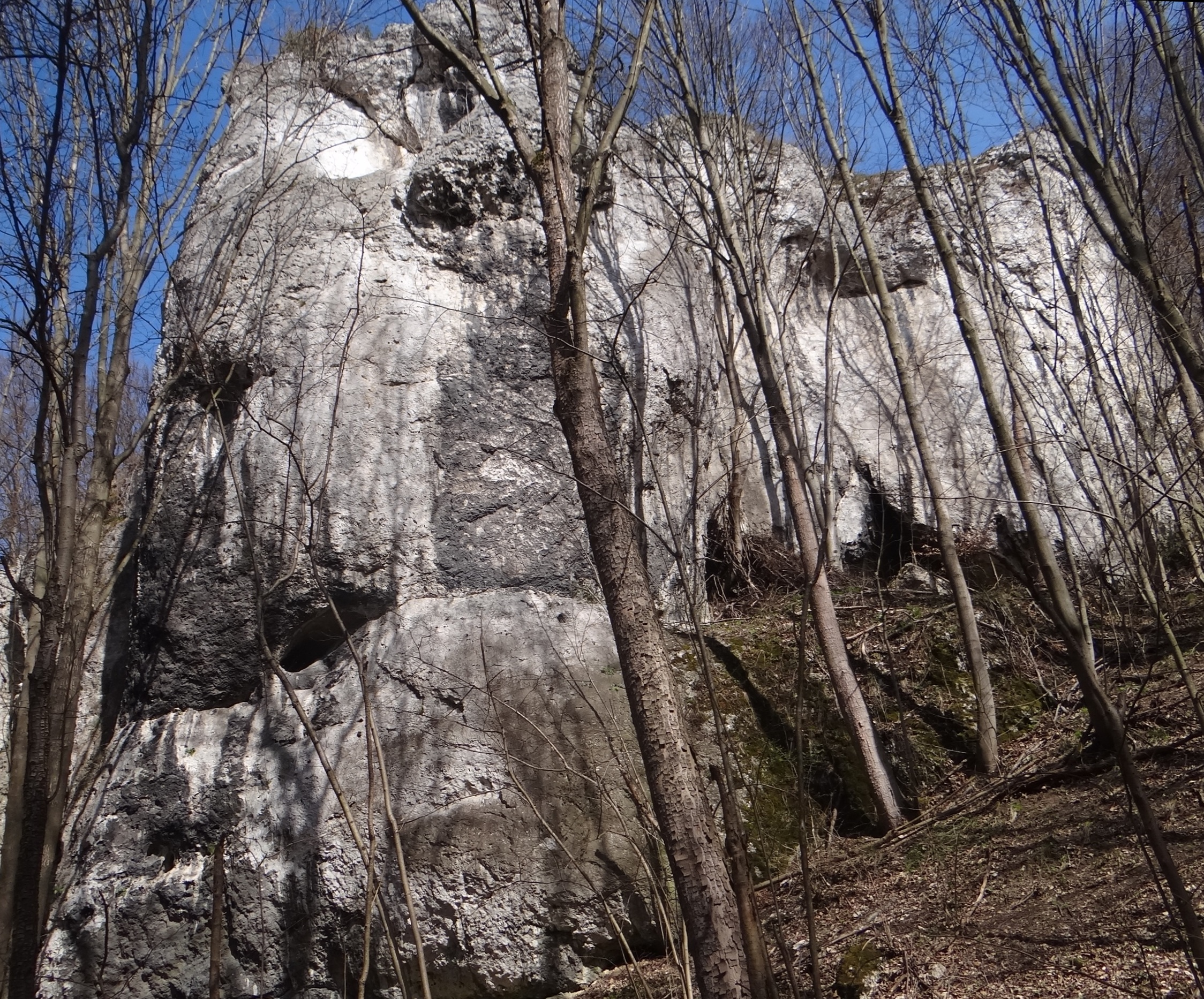